# Sphalloplana alabamensis
Sphalloplana alabamensis är en plattmaskart som beskrevs av Libbie Henrietta Hyman 1945. Sphalloplana alabamensis ingår i släktet Sphalloplana och familjen Planariidae. Inga underarter finns listade i Catalogue of Life.